# حظك اليوم (رواية)
حظك اليوم  هي رواية من تأليف الكاتب المصري أحمد خالد توفيق نشرت عام 2008 عن دار دايموند بوك للنشر في 95 صفحة. أعادت كيان للنشر والتوزيع  طباعتها وصدرت في إصدارات حصرية (2017 – 2019 – 2022) وظهرت الرواية عام 2019 في مسلسل تلفزيوني تحت عنوان «زودياك» في 15 حلقة من إخراج محمود كامل  وسيناريو عمر خالد، محمد هشام عبية  ومنة إكرام ومن بطولة إنجي أبو زيد، أسماء أبو اليزيد، أحمد خالد صالح، محمد مهران، هند عبدالحليم، وخالد أنور. يعد أحمد خالد توفيق أول كاتب عربي في مجال أدب الرعب والأشهر في مجال أدب الشباب والفانتازيا والخيال العلمي ولقب بالعراب. تدور الأحداث حول الأبراج من منظور مختلف، وانتقام الساحر عدنان لمن قاموا بكشفه.
أقام مركز طرح البحر الثقافي بالإسكندرية، مساء يوم الأربعاء 17 يوليو 2019، ندوة لمناقشة كتاب "حظك اليوم"، للدكتور أحمد خالد توفيق، ضمن نشاط نادي فصول للكتاب، بمقر المركز وسط الإسكندرية. تناولت الندوة الكتاب الذي ينتمي إلى أدب الرعب.

## ملخص الأحداث
تدور أحداث رواية حظك اليوم في مصر بمدينة القاهرة عام 2008، أحد أبطال الرواية هو "عدنان" الدجال الشهير، الذي يزعم أنّه يعلم الغيب، وبإمكانه من خلال معرفة اسم الشخص، وتاريخ ميلاده، مع وجود قطعة من ملابسه، أنْ يعرف ماضيه ومستقبله، وكل تفاصيله، حتى أنّه يعرف موعد وفاته. البعض يؤمن بأنه ساحر عظيم يحقق المطالب ويساعد الناس في تحقيق أمانيهم والبعض الآخر يراه نصاب يبيع الأوهام والأكاذيب من أجل الحصول على المال من خلال قراءة الطالع والمستقبل عن طريق الأبراج. ومن الناس التي تؤمن بخديعته اثنى عشر صديقاً يعملون بمهنة الصحافة ويريدون كشف خداعة للمجتمع. تبدأ الحرب بوضع اسم وصورة المشعوذ ضمن العناوين الرئيسية في مجلّة المحررين، ممّا يدفع الشرطة إلى إلقاء القبض عليه، ويقدم على الانتحار، ويموت في سجنه.
بعد موت المشعوذ، تصل إلى كافة المحررين الاثنا عشر رسائل بريدية منفصلة، تنص على أنّ أبراج هؤلاء المحرّرين ستأخذ بثأر عدنان، وستقتل أصحابها تباعًا. كان كل عضو من أعضاء الفريق يحمل برجًا مختلفًا، ولا يتشابه أي منهم في برجه، وكل واحد منهم تقع عليه اللعنة وفقًا للطريقة الموجودة في برجه. يسخر الرفاق من هذه الرسائل، ويعتقدوا أنّها مجرد خدعة، ولكن ما أنْ يمضي اليوم الأول حتى تبدأ عملية مقتلهم واحداً تلو الآخر.
بعد موت عشرة صحفيين، يمنح مدير التحرير الجديد بالمجلة لكل من كمال وصفاء، آخر أعضاء الفريق الصحفى الراحل، إجازة مفتوحة خوفا من أن تلوث المجلة بدمائهم، فكمال من برج العقرب.. برج بيكاسو وفولتير وكولومبوس، وصفاء من برج الحوت برج أينشتاين. تدور عجلة الأحداث، ويقرر كمال وصفاء الزواج ليس بدافع الحب ولكن الهشاشة النفسية التي أصابت كلاهما دفعتهما بالتشبث ببعضهما البعض. بعد تحرير عقد الزواج عند مأذون منطقة وسط البلد، يتجه الاثنان إلى أحد الفنادق الرخيصة التي لا يسأل أصحابها عن أي شيء، الغرفة قذرة متوسطة النظافة ولكنها تصلح لقضاء ليلتهما.. فلا يوجد بها عقارب ولا حيتان. تؤمن صفاء بأنها لن تفلت من لعنة عدنان المحكمة لاقتناص أرواحهم، وتثق بأنه لن يترك ثغرات. تدور مناقشات بين الزوجين حول المصادفات المتتالية لموت عشرة من زملائهم، ويعتقد الزوجين أن ما حدث طبيعى جدا فالجميع يموتون بسبب حوادث السيارات والمئات يصابون بالسرطان والجذام يوميا، كما يغرق البعض ويصعق البعض الآخر، فالقاتل هنا هو قاتل كوني.
يسأل كمال زوجته همسا: "هل تعرفين أن عدنان مولود في 1 يناير؟ وتسأله صفاء عن معنى ذلك، ويجيب كمال: "معناه أنه من مواليد برج الجدى.. هل فهمت؟ وهذا سببا لكون زميلنا حسن أبوغصيبة لازال حيا ولكن قٌتل أهله، فعدنان استثنى برجه من تلك اللعنة وأرسل انتقامه في شكل آخر. تصل رائحة غامضة نفاذة إلى أنف صفاء المستلقية على ظهرها بجوار عريسها، وتبحث عن مصدر الرائحة في الغرفة ولا تصل إلى مكانها، ويلفت نظرها حقيبة كمال، فتبدأ في تفتيش الحقيبة لتعرف المزيد عن زوجها، الحقيبة بها مجموعة من الأوراق تتحدث بالتفصيل عن عدنان كل المعلومات عنه، ولكن فجأة تكتشف صفاء وسط الأوراق أن عدنان مولود في 9 نوفمبر وهو نفس تاريخ ميلاد كمال زوجها!! وهذا يعنى أن كليهما من برج العقرب وأن عدنان لا يمت لبرج الجدى بأى صلة، أيضا شملت الحقيبة على 11 صورة لعدد 11 محررا ممن تورطوا في قصة عدنان. يسيطر الشك والخوف على عقل صفاء بعدما هاجمتها الرائحة من جديد، وتنهض في حذر مرتدية ثيابها وتفتح باب الغرفة باحثة عن الحمام لتغسل وجهها.. تتزايد الرائحة لتتبين بأنها رائحة الشمع المحترق.. تتجه صفاء إلى إحدى دورات المياه المغلقة وتفتح بابها لتجد أمامها مشهدا مريعا، فقد استقرت على الأرض المبتلة شمعة سوداء تشتعل في بطء وقد قارب نصفها على النفاد.. وعلى الجدار كانت هناك صورة لها مثبتة بشريط لاصق. تنزع صفاء صورتها من على الجدار وتقوم بتثبيت عقب سيجارة لكمال على الشمعة وتلصق صورته على الحائط مكان صورتها وتشعل الشمعة من جديد.. تنتظر صفاء 10 دقائق حتى تتأكد من احتراق الصورة والشمعة حتى النهاية.
وبعد يومين، بموت كمال في أحد المقاهى بوسط البلد، وتتأكد صفاء بأنها تحررت من اللعنة وستعيش حياة طبيعية، بعد اكتشافها بأن كمال كان تجسيدا لعدنان، وهو المسئول عن موت 10 أبرياء لم يقترفوا ذنبا.

## نقد وتعليقات
كتب هبة وهدان على موقع "الوطن" في 10 يونيو 2019 عن لقاء تلفزيوني بين الروائي أحمد خالد وكاتب السيناريست بلال فضل عبر فيها الروائي عن أمنية يحلم بها حيث قال: "أحب الفن جدًا وأتمنى أن يتحول أحد أعمالي لعمل فني.. لا أنتظر اهتمام نقدي أو جوائز، الشيء الوحيد الذي أتمناه ويراودني دائمًا هو وصول أعمالي للشاشة.. وبخاصة السينما التي أعشقها"، ويستطرد كاتب المقال قائلاً: "ومسلسل "زودياك" هو أول عمل روائي عرض على الشاشة للراحل أحمد خالد توفيق، المأخوذ من رواية "حظك اليوم" وهو مجموعة قصصية صدرت للعراب عام 2010، التي تنتمي لأدب الرعب، وتدور أحداثها حول لعنة تطارد مجموعة من الصحفيين الذين فضحوا مشعوذا بنى شهرته عن طريق قراءة الأبراج للناس، وقبل أن يموت أنذرهم أن برج كل منهم سوف يقتله."
كتب عبد الرحمن قناوي متحدثاً عن الفارق بين "حظك اليوم" كعمل مكتوب من ناحية، ومسلسل "زودياك" كدراما تلفزيونية وقال: "على الرغم من اقتباس العمل من مجموعة "حظك اليوم" القصصية، إلا أن "زودياك" يمكن اعتباره ابنًا لعالم أحمد خالد توفيق، فالتيمة الأساسية والخط الرئيسي للمسلسل من "حظك اليوم"، إلا أن التفاصيل والخطوط الفرعية تنتمي للعالم الذي صنعه الراحل، فالسحرة واللعنة والمومياء والقرابين والأجانب المهووسون بالفراعنة كلها تفاصيل من سلسلته الشهيرة "ما وراء الطبيعة".
كتبت أسماء مجيد على موقع "إدأريبيا": "الرواية من الروايات الممتعة للغاية، وبالرغم من أنها تدور حول وفاة مجموعة من الأشخاص وتكون الوفاة مرتبطة بشكل كبير بشئ يحدث في البرج الفلكي للشخص المتوفي، إلا أن هذا الإطار كان يعرض مجموعة من القصص الخاصة بأنماط مختلفة من الشباب وطريقة تفكيرهم والأشياء التي يؤمنون بها."
جاء على صفحات جريدة الغد الأردنية الصادرة في 2 أبريل 2021: "قال توفيق قبل سنوات إن: "السينما هي أرقى الفنون وأفضلها قيمة، هناك مشاهد لا يمكن لأي قلم أن يجسدها، وهناك أصوات وانطباعات يصعب أن تُكتب، وفكرة الكتابة للسينما تراودني دائما، بل إن قراءتي في فن السيناريو أكثر من قراءتي الأدبية، ولكنها تصطدم دوما بالعديد من التعقيدات"، وأضاف الكاتب الراحل، في حوار صحفي، أنه: "لا بد من وجود منتج متحمس قبل وجود مخرج متميز. الفكرة المسيطرة عليّ هي كتابة فيلم بعيد عن الرعب وأن أكتب مسلسلا يتناول الرعب بشكل جديد ومختلف، ما لم يتم غزو الدراما والسينما سأعتبر نفسي لم أحقق كل ما أردته"، وتابعت الجريدة قائلةً: "اختار توفيق أدب الرعب ليتخصص فيه منذ البداية، لأنه كما يقول: "شديد الجاذبية، ولأنني كنت أعشقه في طفولتي وصباي، وتمنيت أن يكون هناك المزيد منه، لذا قررت أن أكتبه بنفسي."
كتب موقع رواياتك: "أدب الرعب هو أحد المجالات الأدبية التي برع بها الكاتب والأديب "أحمد خالد توفيق"، حيث منح الشباب والمتابعين فرصة لمتابعة ذلك اللون الأدبي المميز، والذي يتميز بالحماسة والمتعة والإثارة، ومن بين أشهر الروايات التي تنتمي لأدب الرعب كانت رواية حظك اليوم، والتي أنصح بشدة بقراءتها، حيث ستجد متعة وشغف كبير عند البدء بها، أجزم بأنه سيجعلك تنهي قراءتها في جلسة أو اثنتين فقط. حظك اليوم هي رواية عصرية تتناول الأبراج وبها أقسام وضعها الكاتب بحيث يشمل كل قسم بالرواية برج من الأبراج، تنتمي الرواية إلى أدب الرعب، ولقد أشاد القراء ببساطة أسلوب الرواية وكونها مادة مميزة للقضاء على الممل والفتور في بعض أيام العمل المتواصل، ولقد كان للرواية صدى كبير بين الأوساط الأدبية وبين الشباب الذين يفضلون كتابات وروايات أحمد خالد توفيق."
كتبت إنجي إبراهيم على موقع إضاءات في 12 مايو 2019: "الكتاب صغير يأتي في 95 صفحة، ولا يتطرق سوى للطرق التي يموت بها مجموعة الصحفيين، ويعتمد على الخيال أكثر من الحبكة. اليوم وبعد أكثر من 10 سنوات، يتم تجسيد إحدى قصص كتاب "حظك اليوم" في مسلسل "زودياك"، المميز في مسلسل "زودياك"، رغم أنه مقتبس من كتاب حظك اليوم، فإنه يدور في عوالم أحمد خالد توفيق أكثر من اعتماده على المجموعة القصصية، فالتيمة الأساسية هي تيمة الكتاب."

## وصلات خارجية
- صفحة رواية حظك اليوم على موقع جود ريدز